# DAF XF
DAF XF – seria ciężarówek przystosowanych do transportu długodystansowego, produkowanych przez holenderską firmę DAF. Obecnie produkowane są pojazdy drugiej generacji.

## DAF 95XF i XF95
Po raz pierwszy pojazd tej serii zaprezentowano w styczniu 1997 – był to model 95XF, który zdobył tytuł "Truck of the Year 1997". Zastosowano w nim nowo opracowany 6-cylindrowy silnik o pojemności 12,6 dm³ z turbosprężarką i chłodzeniem międzystopniowym. W układzie zasilania stosowano mechanicznie sterowane pompy wtryskowe, pozbawione sterowania elektronicznego. Mimo to silnik spełniał wymagania normy Euro 2. We wrześniu 1999 roku w zmodernizowanych silnikach spełniających wymagania normy Euro 3 wprowadzono układ zasilania typu PLD. Był on podobny do pompowtryskiwacza, a osobną dla każdego cylindra jednosekcyjną pompę wtryskową połączono z wtryskiwaczem przewodem wysokiego ciśnienia (1500 bar). Kadłuby silników wykonano z żeliwa grafitowego CGI, zapewniającego większą sztywność konstrukcji od żeliwa szarego. Rodzina silników miała moce maksymalne 340, 381, 430, 480 i 530 KM. Zastosowanie układu PLD pozwoliło zachować dotychczasową konstrukcję kabin, bez powiększania poziomu ich podłogi niezbędnego dla pompowtryskiwaczy. W 2002 roku model ten przeszedł modernizację, w wyniku której odświeżono nieznacznie stylistykę pojazdu. Zastosowano nowe reflektory, nieznacznie zmienioną atrapę wlotu powietrza oraz owiewki. Pojazd po liftingu uzyskał nazwę XF95. 
Kabiny produkowano w trzech wariantach: Comfort Cab - kabina sypialna z niskim dachem, Space Cab - z podniesionym dachem i dwoma miejscami sypialnymi, Super Space Cab - z podniesionym dachem i dwoma miejscami sypialnymi.
DAF 95XF powstawał jako ciągnik siodłowy oraz podwozie pod zabudowę, w konfiguracjach 4x2 i 6x2. Podwozie wykonywano w dwóch wersjach: "M" (Medium-Duty) – z podłużnicami o wysokości 260 mm, "H" (Heavy-Duty) – z podłużnicami o dwóch wariantach wysokości: 260 mm w ciągniku siodłowym, oraz 310 mm w podwoziach do zabudowy. Model ten jest zawieszony na resorach parabolicznych z przodu oraz zawieszeniu powietrznym składającym się z 4 miechów z tyłu.

## DAF XF105

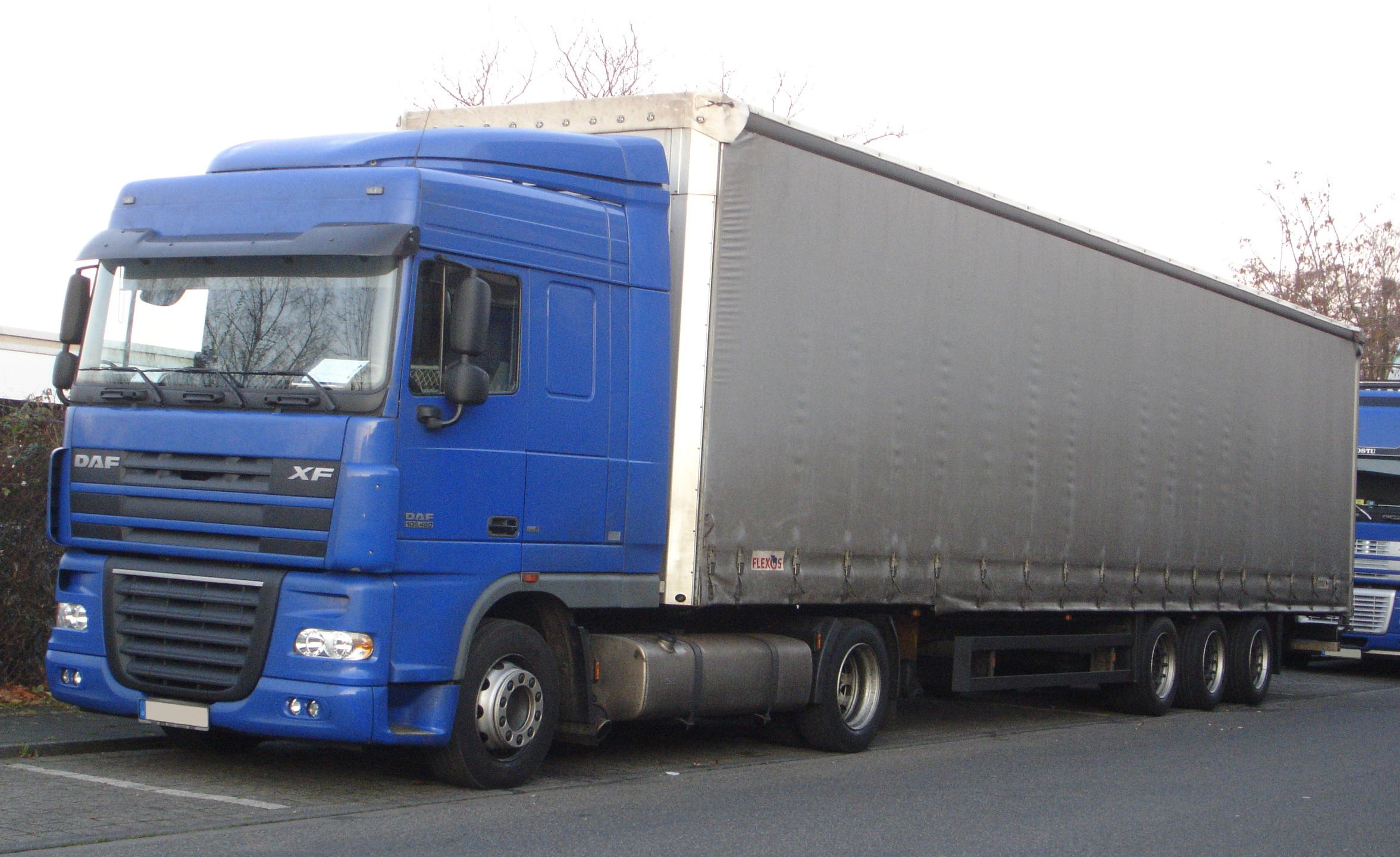
DAF-XF105, Truck of the Year 2007

Podczas targów w Amsterdamie w październiku 2005 roku zadebiutował DAF XF105. W 2006 roku wszedł on do produkcji seryjnej, zastępując typoszereg DAF XF95. Model ten otrzymał tytuł "Truck of the Year 2007". Wprowadzono w nim wygodniejszą, zmodernizowaną kabinę oraz bardziej ekonomiczne silniki Paccar MX. Mają one pojemność 12,9 dm³ i moce maksymalne 408, 462 oraz 510. Dzięki zastosowaniu SCR spełniają one wymagania norm Euro 4 lub Euro 5. Podobnie jak poprzednie silniki mają po 4 zawory na cylinder, turbodoładowanie i chłodzenie powietrza doładowującego. Stosowane są w nich jednosekcyjne pompy wtryskowe PLD o ciśnieniu zwiększonym z 1500 do 2000 bar. Dzięki temu w układzie wydechowym nie ma potrzeby stosowania filtra cząstek stałych. Trwałość silnika jest szacowana na 1,6 mln km. Standardowo stosowana jest szesnastobiegowa przekładnia manualna, jako opcja zautomatyzowana AS-Tronic. 
Jesienią 2006 roku wprowadzono obok dotychczasowych nowe układy napędowe typu 6x4, 8x2 oraz 8x4. W tym ostatnim układzie wykonywany jest m.in. ciągnik FTM 8x4 z trzema osiami z tyłu, z których pierwsza ma skrętne koła, a dwie ostatnie osie są napędzane. Ciągnik ten służy do holowania przyczep z ciężkim sprzętem lub ładunkami ponadgabarytowymi.

## DAF XF106 Euro6
Podczas targów w Amsterdamie w październiku 2013 roku zadebiutował DAF XF106. W 2014 roku wszedł on do produkcji seryjnej, zastępując typoszereg DAF XF105 choć mają ze sobą wiele wspólnego. Wprowadzono w nim wygodniejszą, zmodernizowaną kabinę oraz bardziej ekonomiczne i ekologiczne silniki Paccar MX. Mają one pojemność 10,8 dm³  o mocy 440 KM i 12,9 dm3 o mocy 410, 460 oraz 510 KM. Dzięki zastosowaniu SCR spełniają one wymagania norm Euro 6. Podobnie jak poprzednie silniki mają po 4 zawory na cylinder, turbodoładowanie i chłodzenie powietrza doładowującego. Stosowane są w nich jednosekcyjne pompy wtryskowe CR o ciśnieniu zwiększonym z 2000 do 2500 bar. Dzięki temu w układzie wydechowym nie ma potrzeby stosowania filtra cząstek stałych. Zastosowano również turbosprężarkę ze zmienną geometrią łopatek (VTG). Jako jedyna firma produkująca ciężarówki zastosowała w pełni ledowe reflektory z przodu, dzięki czemu spadło spalanie paliwa oraz wzrosło bezpieczeństwo. Zastosowano również różne systemy bezpieczeństwa wspomagające kierowcę. Trwałość silnika jest szacowana na 1,6 mln km. Standardowo stosowana jest szesnastobiegowa przekładnia manualna, jako opcja zautomatyzowana 12 biegowa AS-Tronic.
Jesienią 2014 roku wprowadzono obok dotychczasowych nowe układy napędowe typu 6x4, 8x2 oraz 8x4. W tym ostatnim układzie wykonywany jest m.in. ciągnik FTM 8x4 z trzema osiami z tyłu, z których pierwsza ma skrętne koła, a dwie ostatnie osie są napędzane. Ciągnik ten służy do holowania przyczep z ciężkim sprzętem lub ładunkami ponadgabarytowymi.